# Tiphobiosis trifurca
Tiphobiosis trifurca är en nattsländeart som beskrevs av Mcfarlane in Mcfarlane och Cowie 1981. Tiphobiosis trifurca ingår i släktet Tiphobiosis och familjen Hydrobiosidae. Inga underarter finns listade i Catalogue of Life.